# Kolej magnetyczna

Japoński L0 Maglev; pociąg na poduszce magnetycznej Shinkansen jest posiadaczem światowego rekordu prędkości wynoszącego 603 km/h

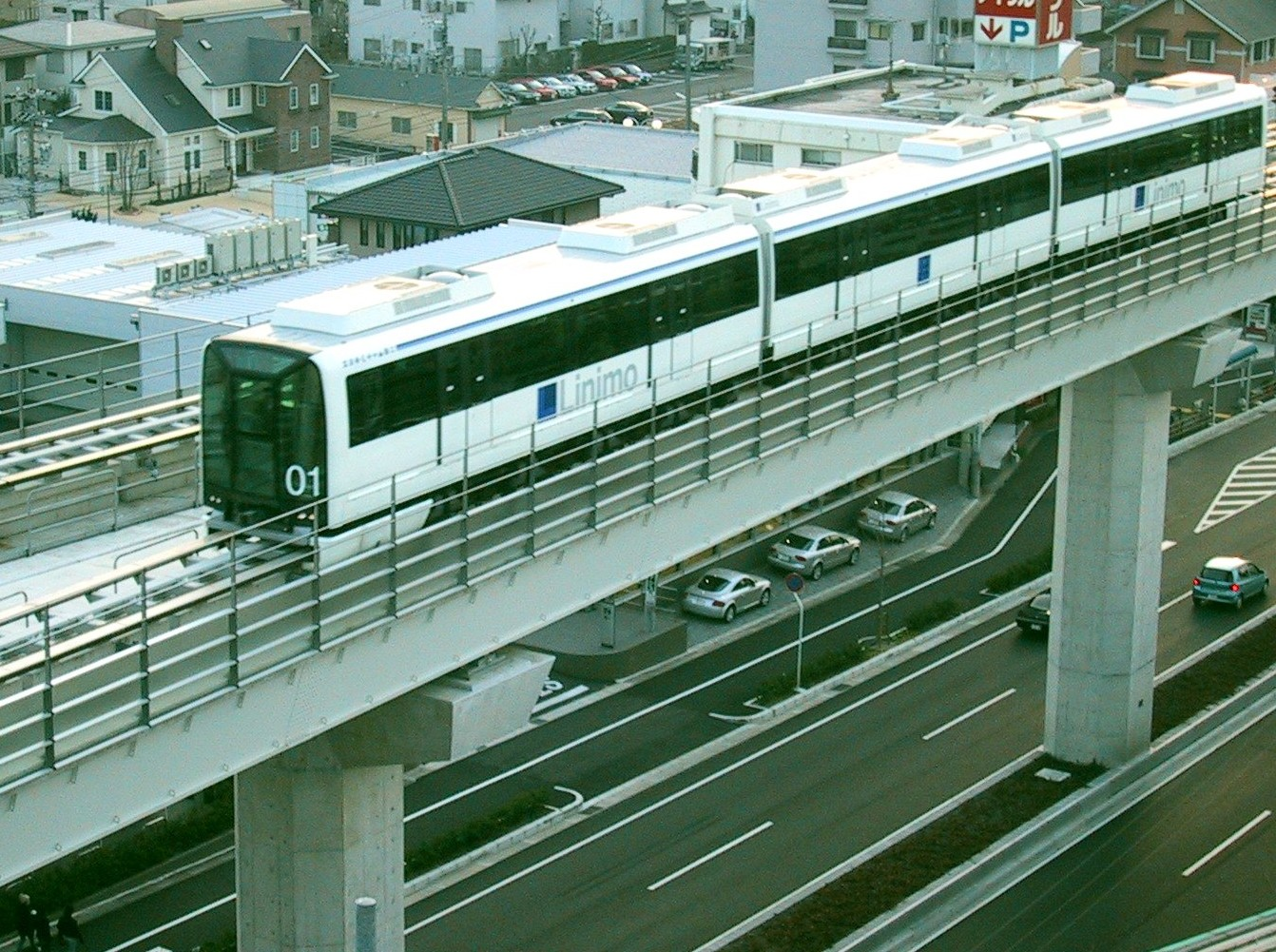
Linimo

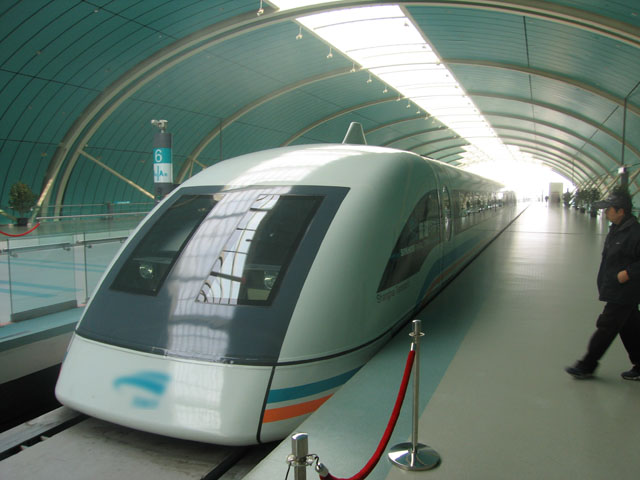
Kolej magnetyczna w Szanghaju

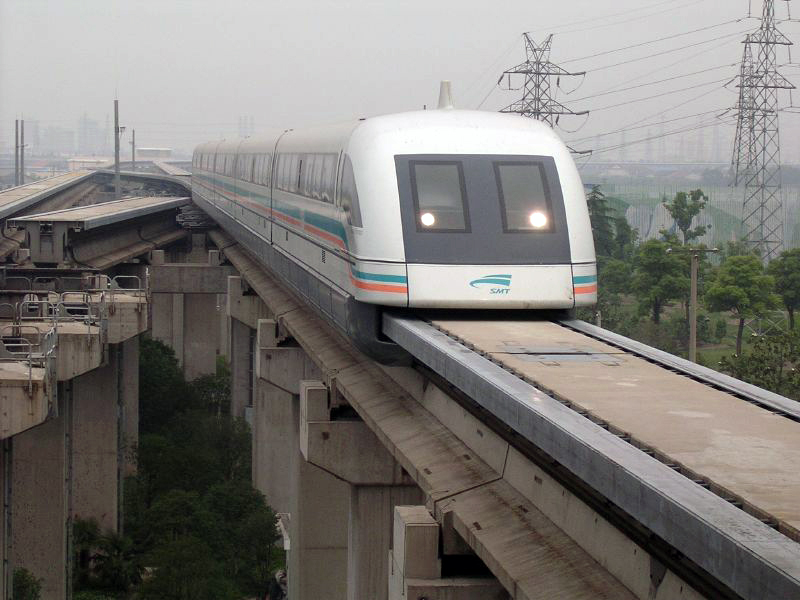
Transrapid

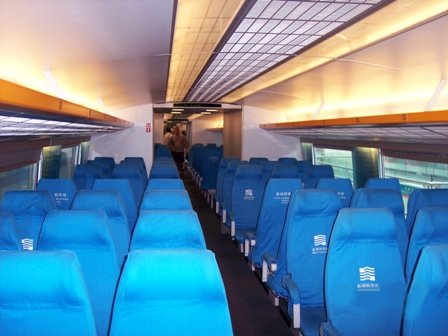
Wnętrze pociągu Maglev w Szanghaju

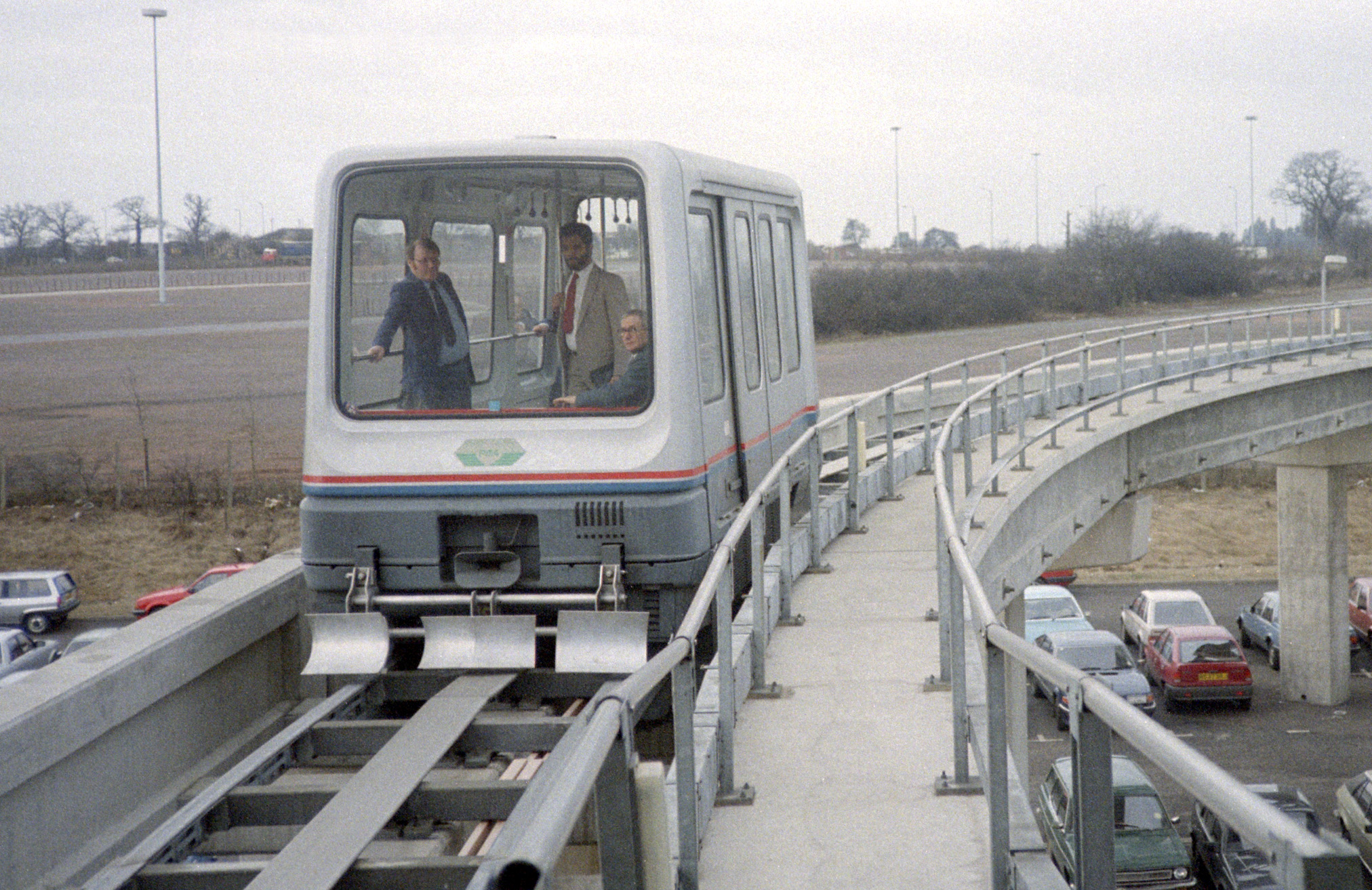
Maglev w Birmingham

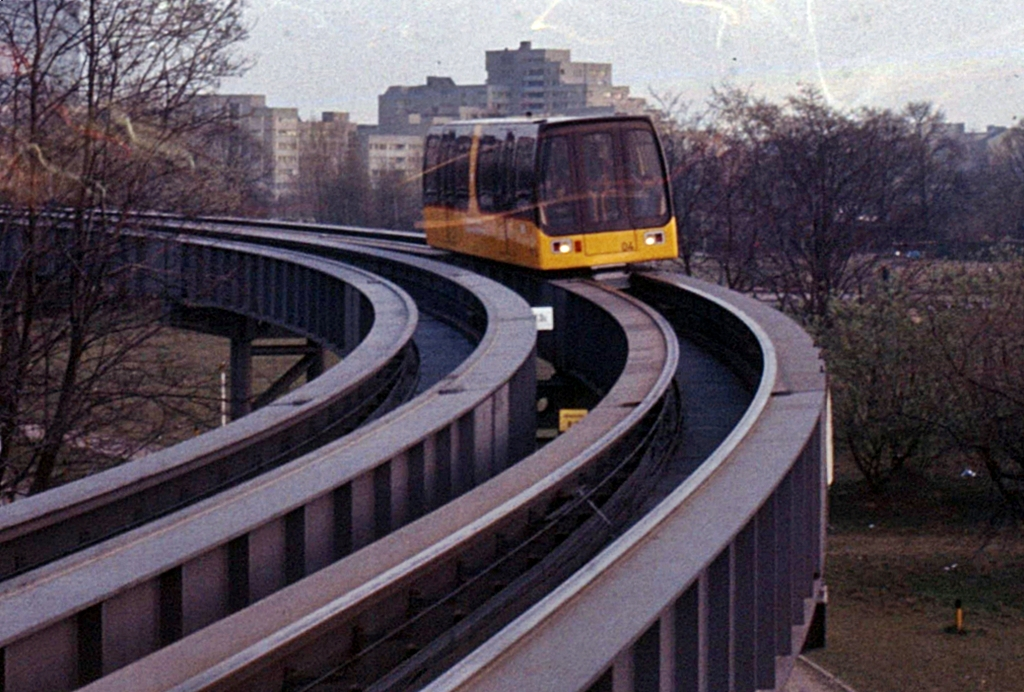
Berliński M-Bahn

Kolej magnetyczna (kolej na poduszce magnetycznej) – kolej
poruszająca się bez styku pojazdu z torem, dzięki unoszeniu elektromagnetycznemu przez odpychanie się lub przyciąganie magnesów stałych lub układ elektromagnesów ułożonych w torze i umieszczonych w pojeździe.

## Technologia
Dzięki polu magnetycznemu kolej ta nie ma kontaktu z powierzchnią toru, gdyż praktycznie cały czas unosi się nad nim (przy małych prędkościach niezbędne są koła, gdyż indukuje się wówczas zbyt mała siła, niewystarczająca do utrzymania pociągu w torze). Do realizacji tego zadania wykorzystuje się elektromagnesy wykonane z nadprzewodników (w Japonii) lub konwencjonalne (w Niemczech), a także lewitację elektrodynamiczną (EDS) z wykorzystaniem magnesów trwałych. Pojazdy mogą przez to rozwijać duże prędkości. Dzięki zastosowaniu magnesów eliminowane jest tarcie kół, które w tradycyjnych pociągach znacznie ogranicza maksymalną prędkość jazdy. Przede wszystkim jednak omija się problem dynamiki koło-szyna, gdzie występują zjawiska o charakterze rezonansowym ograniczające bezpieczny zakres prędkości. Dzięki temu koleje magnetyczne zbliżają się do 600 km/h (rekord świata w prędkości należy do japońskiej wersji pociągu; został osiągnięty 21 kwietnia 2015 i wynosi 603 km/h, jest więc o 28,2 km/h większy od rekordu TGV ustanowionego 3 kwietnia 2007).
Istnieją dwa systemy kolei magnetycznych:
- Maglev (z ang. magnetic levitation = „lewitacja magnetyczna”) – technologia unoszenia elektrodynamicznego (EDS) (unoszenie przez odpychanie, rozwijana w Japonii) lub oparta na magnesach trwałych (rozwijana w Polsce[4]);
- Transrapid – unoszenie elektromagnetyczne (EMS) (unoszenie przez przyciąganie), rozwijana w Niemczech. Testowe linie kolei magnetycznej istnieją w Japonii i Niemczech, a jedyna komercyjna linia w Chinach.

## Historia
W latach 60. Eric Laithwaite zbudował pierwszą na świecie testową linię kolei magnetycznej o długości 1,6 km, jego badania zostały przerwane w 1973 z powodu braku funduszy. Do końca XX wieku odrębnie Niemcy i Japonia wypracowały swoje technologie. Największym problemem, który do dziś nie został rozwiązany to wysokie koszty związane z nadprzewodnikami.
W 2013 r. Elon Musk zaproponował piąty środek transportu jakim jest hyperloop, który miałby być niejako koleją magnetyczną poruszającą się w arterii rurowej, w której panowałoby znacznie obniżone ciśnienie. Taki system znacznie zmniejszyłby opory aerodynamiczne, których pokonanie wymaga dużo mocy przy wysokich prędkościach. 
Obecnie system ten rozwijany jest komercyjnie przez kilka firm na całym świecie w tym przez polską spółkę Nevomo (wcześniej pod nazwą Hyper Poland), prowadzącą badania nad systemem kolei magnetycznej poruszającej się po istniejących torach kolejowych, napędzanej silnikiem liniowym, gdzie pojazdy wyposażone byłyby w system pasywnej lewitacji magnetycznej.
Najdłuższy tor do testowania pasywnej lewitacji magnetycznej w Europie został wybudowany przez Nevomo w Nowej Sarzynie w województwie podkarpackim. W 2023 r. rozpoczęły się testy. W tym samym roku zainaugurowano prace nad MagRail Booster pozwalającym na szybkie zmodernizowanie istniejących wagonów kolejowych poprzez doposażenie w napęd z silnikiem liniowym.

### Historia rekordów prędkości
- 1971 – Niemcy Zachodnie – Prinzipfahrzeug – 90 km/h
- 1971 – Niemcy Zachodnie – TR-02 (TSST) – 164 km/h
- 1972 – Japonia – ML100 – 60 km/h (z załogą)
- 1973 – Niemcy Zachodnie – TR04 – 250 km/h (z załogą)
- 1974 – Niemcy Zachodnie – EET-01 – 230 km/h (bez załogi)
- 1975 – Niemcy Zachodnie – Komet – 401,3 km/h
- 1978 – Japonia – HSST-01 – 307,8 km/h (napędzany silnikami rakietowymi, bez załogi)
- 1978 – Japonia – HSST-02 – 110 km/h (z załogą)
- 1979-12-12 – Japonia – ML-500R – 504 km/h (bez załogi)
- 1979-12-21 – Japonia – ML-500R – 517 km/h (bez załogi)
- 1987 – Niemcy Zachodnie – TR06 – 406 km/h (z załogą)
- 1987 – Japonia – MLU001 – 400,8 km/h (z załogą)
- 1988 – Niemcy Zachodnie – TR-06 – 412,6 km/h (z załogą)
- 1989 – Niemcy Zachodnie – TR-07 – 436 km/h (z załogą)
- 1993 – Niemcy – TR-07 – 450 km/h (z załogą)
- 1994 – Japonia – MLU002N – 431 km/h (bez załogi)
- 1997 – Japonia – MLX01 – 531 km/h (z załogą)
- 1997 – Japonia – MLX01 – 550 km/h (bez załogi)
- 1999 – Japonia – MLX01 – 548 km/h (bez załogi)
- 1999 – Japonia – MLX01 – 552 km/h (z załogą)

Wpisane do Księgi rekordów Guinnessa
- 2003 – Niemcy – TR-08 – 501 km/h (z załogą)
- 2015 – Japonia – MLX01 – 603 km/h (z załogą)

## Komercyjne zastosowania
Pierwszy publicznie dostępny Maglev został otwarty w 1984 w Birmingham. Na trasie o długości 600 metrów rozwijał prędkość 42 km/h. Ostatecznie został zamknięty w 1995 z powodu zbyt dużej zawodności.
Drugą na świecie linią komercyjną był berliński M-Bahn (Magnetbahn), istniejący w latach 1989–1991.
Od 2003 istnieje w Szanghaju najdłuższa na świecie trasa kolei magnetycznej Transrapid zbudowana przez niemieckie przedsiębiorstwo Transrapid International. Długość trasy wynosi około 30 km, pokonywana jest w 7 minut i 20 sekund. Pociąg rozwija maksymalną prędkość 431 km/h. Na otwarcie linii w Szanghaju przyjechał ówczesny kanclerz Niemiec Gerhard Schröder.
Drugą istniejącą linią kolei magnetycznej jest japońska Linimo w prefekturze Aichi, niedaleko Nagoi. Linia została zbudowana głównie na potrzeby wystawy Expo 2005, obecnie służy lokalnej społeczności. Długość trasy wynosi około 8900 m.